# 맨디 카프리스토
맨디 카프리스토(Mandy Capristo, 1990년 3월 21일 ~ )는 독일의 싱어송라이터이다.